# 陶利拉胡山
8°53′33″S 77°34′45″W / 8.89250°S 77.57917°W

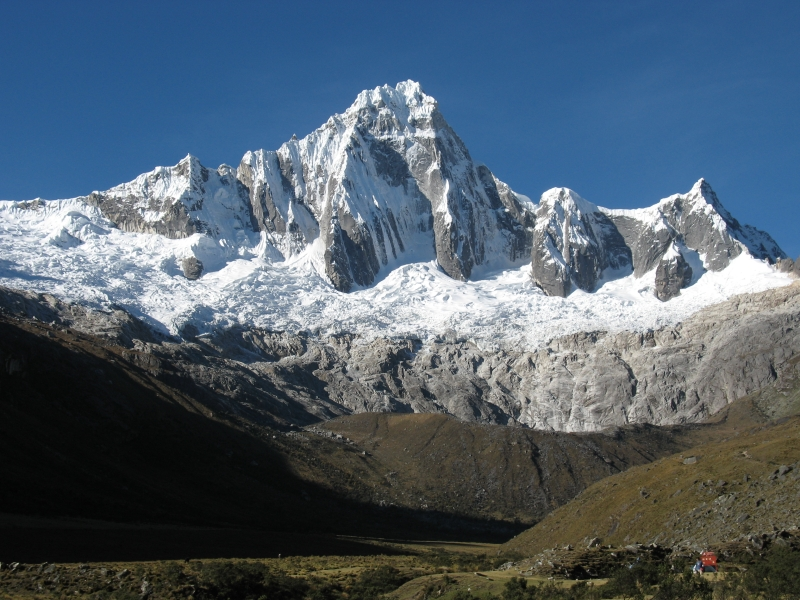

陶利拉胡山（西班牙語：Taulliraju），是秘魯的山峰，位於該國北部安卡什大區，處於普拉希爾卡山東南面和林里布爾卡山以東，屬於安第斯山脈中布蘭卡山脈的一部分，海拔高度5,830米。